# Tập đoàn Volkswagen
Tập đoàn Volkswagen (công ty mẹ Volkswagen Aktiengesellschaft) là tập đoàn đa quốc gia của Đức về lĩnh vực sản xuất ô tô có trụ sở tại Wolfsburg, bang Niedersachsen. Tập đoàn hoạt động trong phạm vi thiết kế, chế tạo, sản xuất và phân phối các loại xe khách, xe thương mại, xe gắn máy, động cơ ô tô và động cơ tuabin, cũng như các dịch vụ tài chính, cho thuê tài chính và quản lý vận tải. Volkswagen là tập đoàn sản xuất ô tô lớn thứ hai trên thế giới trong năm 2011 theo sản lượng,và đã duy trì vị thế nắm giữ thị phần lớn nhất trong thị trường ô tô tại châu Âu trên hai thập kỷ.
Tập đoàn Volkswagen sản xuất xe ô tô dưới các thương hiệu Audi, Bentley, Bugatti, Lamborghini, Porsche, SEAT, Škoda và Volkswagen; xe gắn máy với thương hiệu Ducati; xe thương mại với thương hiệu MAN, Scania và Xe thương mại Volkswagen. Tập đoàn có hai nhánh kinh doanh chính, Nhánh sản xuất ô tô và Nhánh dịch vụ tài chính, bao gồm 340 công ty con. Tập đoàn hoạt động tại gần 150 quốc gia với 100 nhà máy và đại diện ở 27 nước. Tập đoàn này sở hữu 19,9% cổ phần không có quyền kiểm soát tại hãng Suzuki và là cổ đông chính tại hai hãng lớn ở Trung Quốc—FAW-Volkswagen và Volkswagen Thượng Hải.
Volkswagen thành lập năm 1937 từ một nhà máy sản xuất ô tô với sản phẩm mà ngày nay gọi là xe Beetle. Sản lượng của công ty tăng một cách nhanh chóng trong thập niên 1950 và 1960, đến năm 1965 công ty mua lại Liên đoàn Ô tô, hãng sản xuất với thương hiệu Audi sau chiến tranh. Volkswagen đưa ra thế hệ xe bánh lái đặt phía trước trong thập niên 1970, bao gồm Passat, Polo và Golf; với thương hiệu sau cùng có doanh số bán chạy nhất. Volkswagen nắm quyền kiểm soát hãng SEAT năm 1986, và trở thành thương hiệu đầu tiên mà hãng kiểm soát nằm ngoài nước Đức. Năm 1994 tập đoàn sở hữu thương hiệu Škoda, rồi đến các thương hiệu Bentley, Lamborghini và Bugatti vào năm 1998, Scania năm 2008 và Ducati, MAN và Porsche vào năm 2012.
Volkswagen Aktiengesellschaft là công ty đại chúng và niêm yết tại Sở giao dịch chứng khoán Frankfurt, và nó là một trong những tập đoàn được tính trong chỉ số DAX. Ngoài ra cổ phiếu của tập đoàn còn niêm yết tại Sở giao dịch chứng khoán London, Sở giao dịch chứng khoán Luxembourg, Sở giao dịch chứng khoán New York và Sở giao dịch chứng khoán SIX Thụy Sĩ. Tính đến  tháng 9 năm 2012 20% quyền bỏ phiếu trong tập đoàn thuộc về bang Niedersachsen.

## Lịch sử

### Quá trình hình thành
Tại lễ khai mạc Triển lãm ô tô quốc tế vào ngày 8 tháng 3 năm 1934 tại Berlin, Adolf Hitler đã yêu cầu phải nghiên cứu sản xuất một loại ô tô cho đông đảo mọi tầng lớp nhân dân. Theo hình dung của ông ta, xe cần đạt được tốc độ ổn định 100 km/h trên đường cao tốc, có 4 chỗ ngồi vừa đủ cho một gia đình, tiết kiệm nhiên liệu và điều tiên quyết là phải có giá dưới 1000 mark. 
Ferdinand Porsche là người đang chủ trì một văn phòng thiết kế ở Stuttgart. Vào ngày 22 tháng 6 năm 1934, ông được Hiệp hội công nghiệp ô tô quốc gia Đức giao nhiệm vụ nghiên cứu thiết kế sản xuất thử một sản phẩm ô tô thử nghiệm. Các hãng sản xuất ô tô ở Đức được hỏi ý kiến đều hoài nghi ở tính hiện thực ở loại xe mà giá thành theo mong muốn của Hitler là thấp hơn 1000 mark.Cũng từng đã có những ý tưởng sản xuất xe ô tô giá rẻ sử dụng khái niệm Volkswagen (xe nhân dân). Song do giá thành vật liệu cao cộng với việc thiếu công nghệ sản xuất tiên tiến đã dẫn tới việc những chiếc xe được sản xuất ra có giá thành không phù hợp với khái niệm "giá thành đại chúng". Ngay tại cuộc triển lãm đă nói ở trên thì nhà thiết kế ô tô Josef Ganz cũng trưng bày một loại xe Volkswagen (xe nhân dân) với nhãn hiệu Maikäfer (con bọ ngô).
Bởi ngành công nghiệp ô tô Đức không mặn mà với việc trợ giá cho xe Volkswagen nên Hitler đã chỉ thị cho Mặt trận Lao động Đức xây dựng một nhà máy sản xuất ô tô lớn nhầt châu Âu. Với sự chủ trì của chủ tịch Mặt trận Lao động Đức (DAF) Robert Ley, vào ngày 28 tháng 5 năm 1937, Công ty TNHH Chuẩn bị sản xuất xe ô tô Volkswagen Đức được thành lập, trụ sở đóng tai số 4 phố Taube, thành phố Berlin. Sản phẩm duy nhất đầu tiên phải là loại xe KdF(KdF= Kraft duch Freude, có nghĩa là sức mạnh từ sự nhiệt tình). Nhà máy sản xuất ô tô Volkswagen được xây dựng từ số tiền bán tài sản tịch biên của công đoàn. Quá trình sản xuất được bảo đảm tài chính trước theo một phương thức tính toán của Mặt trận Lao động Đức (DAF) mà theo đó khách hàng tương lai của xe Volkswagen phải ứng trả tiền trước. Giá mua 990 mark được trả góp theo từng định suất 5 mark và thanh toán bằng phiếu tín dụng trong thẻ tín dụng. Tuy nhiên hạch toán giá thành vào năm 1939 xác định một khoản lỗ là 1080 mark cho mỗi xe được xuất xưởng.

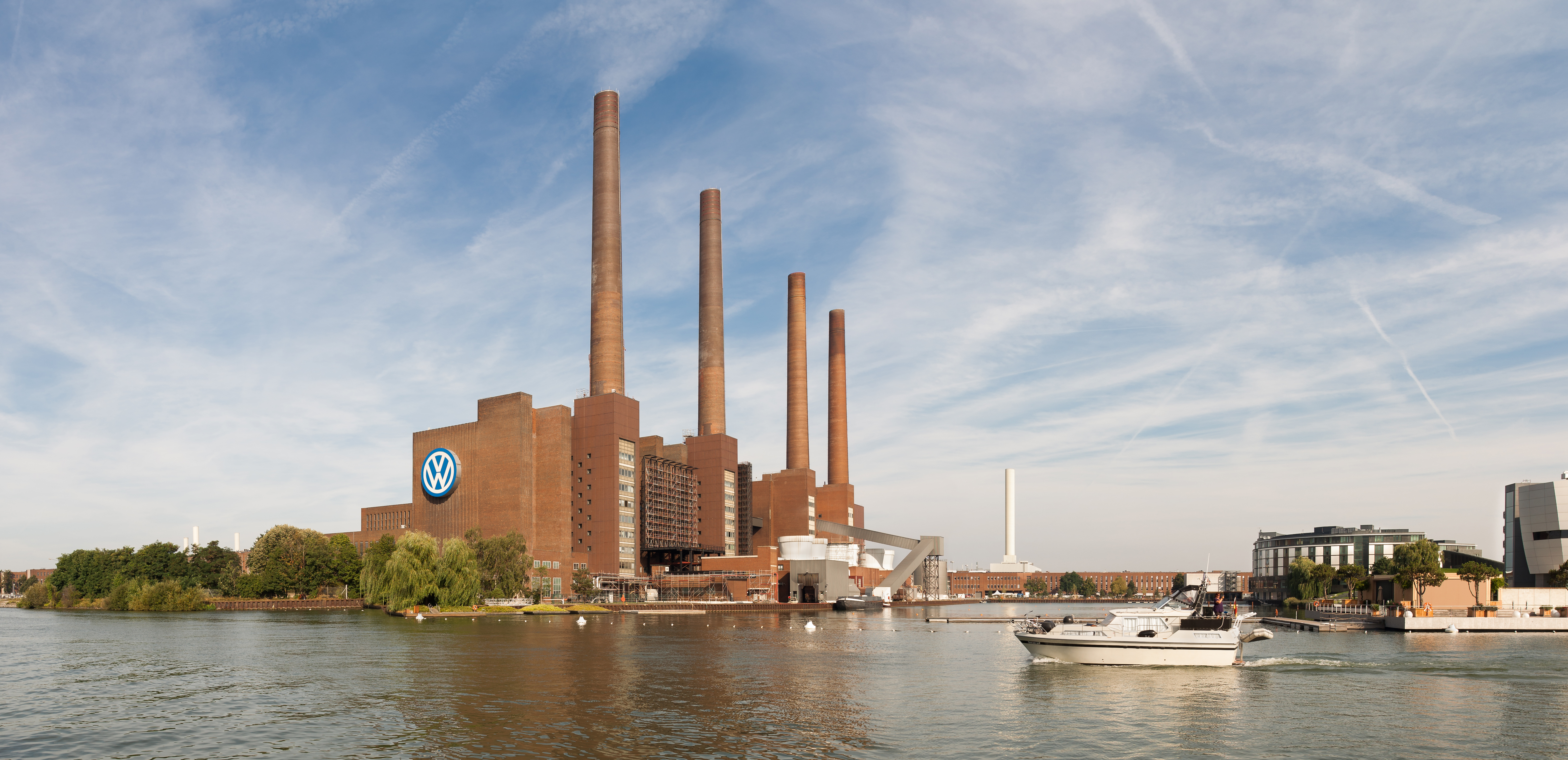
Nhà máy cũ của tập đoàn sản xuất xe hơi Volkswagen tại Wolfsburg, Đức.

Sau một chuyến đi khảo sát, giám đốc công ty Bodo Lafferentz đã tìm ra vị trí đặt nhà máy có phần ngẫu nhiên tại một vùng thôn quê thưa dân cư cạnh làng Fallersleben gần lâu đài Wolfsburg cùng với trang trại trực thuộc. Những sơ đồ quy hoạch đầu tiên với độ lớn ước lượng của các nhà xưởng sản xuất và quy hoạch bố trí thiết bị kỹ thuật cơ bản do kỹ sư Fritz Kuntze thiết kế vào mùa hè năm 1937. Nhà máy được quy hoạch thiết kế theo mẫu của nhà máy sản xuất ô tô hiện đại nhất lúc đó là nhà máy River-Rouge của Công ty ô tô Ford ở Dearborn.
Các kiến trúc sư Emil Rudolf Mewes và Karl Kohlbecker cùng với các hội kiến trúc Fritz Schrupp và Martin Kremmer được gia nhiệm vụ chung là thiết kế quy hoạch và chỉ đạo xây dựng nhà máy. Kiến trúc sư Peter Koller đã lập quy hoạch cho việc thành lập "Thành phố của xe KdF cạnh Fallersleben" (từ năm 1945 gọi là Wolfsburg). Vị trí nhà máy ở thung lũng đầu nguồn sông Aller tại vị trí trung tâm về địa lý của đất nước là nơi kết nối giao thông thuận lợi nhờ vào:
• Kênh đào Mittellandkanal
• Đường cao tốc từ Berlin đi Hanover (nay là đường cao tốc liên bang số 2)
• Đường sắt Berlin- vùng Ruhr
• Vị trí gần với nhà máy luyện kim ở Peine (Ilseder Hütte) hay ở Salzgitter ("Hermann-Göring-Werke") và gần thành phố lớn Braunschweig.
Đối với sự lựa chọn vị trí còn một vấn đề kèm theo có ý nghĩa đặc biệt là khu đất đã chọn thuộc sở hữu của bá tước Von der Schulenberg chủ nhân của lâu đài Wolfsburg. Qua đó, sự thương thảo về đất đai trở nên đơn giản hơn.
Tuy nhiên, còn phải xây dựng đường kết nối với đường cao tốc và đường sắt. Ngoài ra còn phải xây dựng cơ sở hạ tầng cho việc cung cấp điện nước và bảo đảm thông tin.
Do nhà máy được xây dựng mới hoàn toàn nên Ferdinand Porsche có thể bố trí dây chuyền thiết bị phù hợp một cách tối ưu cho sản xuất sản phẩm "ô tô nhân dân". Theo đó, số lượng của các bộ phận được dập của vỏ xe được giảm thiểu (cố gắng tạo ra các chi tiết lớn). Sự gia công dây chuyền hợp lý dựa vào nguyên mẫu dây chuyền của nhà máy Ford ở Detroit. Porsche đã nghiên cứu phương pháp sản xuất của Ford qua một chuyến công cán trên đất Mỹ.
Công ty TNHH Chuẩn bị sản xuất ô tô Volkswagen Đức được đổi tên là Công ty TNHH Volkswagenwerk vào năm 1938. Văn phòng công ty tiếp tục nằm trong trụ sở của Mặt trận Lao động Đức ở số 48/49 phố Knesebeck thuộc Berlin. Ferdinand Porsche trở thành tổng giám đốc và thành viên hội đồng quản trị của công ty. Trong những năm tiếp đó, ông đã cống hiến toàn bộ cho việc xây dựng một nhà máy sản xuất ô tô hiện đại nhất châu Âu ở cạnh Fallersleben.
Quá trình xây dựng thô các nhà xưởng sản xuất hoàn thành vào mùa thu năm 1939. Tuy nhiên, việc sản xuất hàng loạt loại xe KdF không thể thực hiện (theo kế hoạch là 150.000 xe/năm) do thiếu các thiết bị máy móc chuyên dùng, bởi nền kinh tế phải chuẩn bị cho chiến tranh. Các loại thép cần cho sản xuất xe được khu công nghiệp luyện kim Hermann-Gõring-Werke ở Salzgitter cung cấp. Nhiều người đã tiết kiệm tiền để mua, nhưng xe KdF đã không bao giờ được xuất xưởng. Thay vào đố, quân đội quốc xã đã ứng dụng kỹ thuật mà Porsche đã nghiên cứu để sản xuất xe thùng quân sự và xe lội nước.